# Pinta-de-deightoniella
A pinta-de-deightoniella, também conhecida como mancha-de-deightoniella, é uma patologia vegetal causada pelo fungo Deightoniella torulosa, que está presente em folhas e flores mortas. Tem grande ocorrência no estado de Roraima.
Sintomas: manchas pequenas, geralmente com menos de 2 mm de diâmetro, de coloração que vai de marrom-avermelhada à preta e podem aparecer sobre frutos em todos os estádios de desenvolvimento. Os frutos com 10-30 dias de idade são mais facilmente infectados que os de 70-100 dias.[carece de fontes?]